# Gigantidas gladius
Gigantidas gladius is een tweekleppigensoort uit de familie van de Mytilidae. De wetenschappelijke naam van de soort is voor het eerst geldig gepubliceerd in 2003 door Cosel & Marshall.